# Glasfabrik Lamberts
Die Glasfabrik Lamberts wurde 1887 von Laurenz Lamberts gegründet und besteht heute als Familienunternehmen in vierter Generation. Sie ist die einzige konzernungebundene Glasfabrik weltweit, die alle vier Varianten von Gussglas produziert. Lamberts ist nach eigenen Angaben auch die einzige Glasfabrik in Deutschland und Europa, die Profilbauglas in allen Produktionsschritten innerhalb Europas fertigt. Unternehmenssitz und Produktionsstätte ist Holenbrunn, ein Stadtteil von Wunsiedel im Fichtelgebirge.

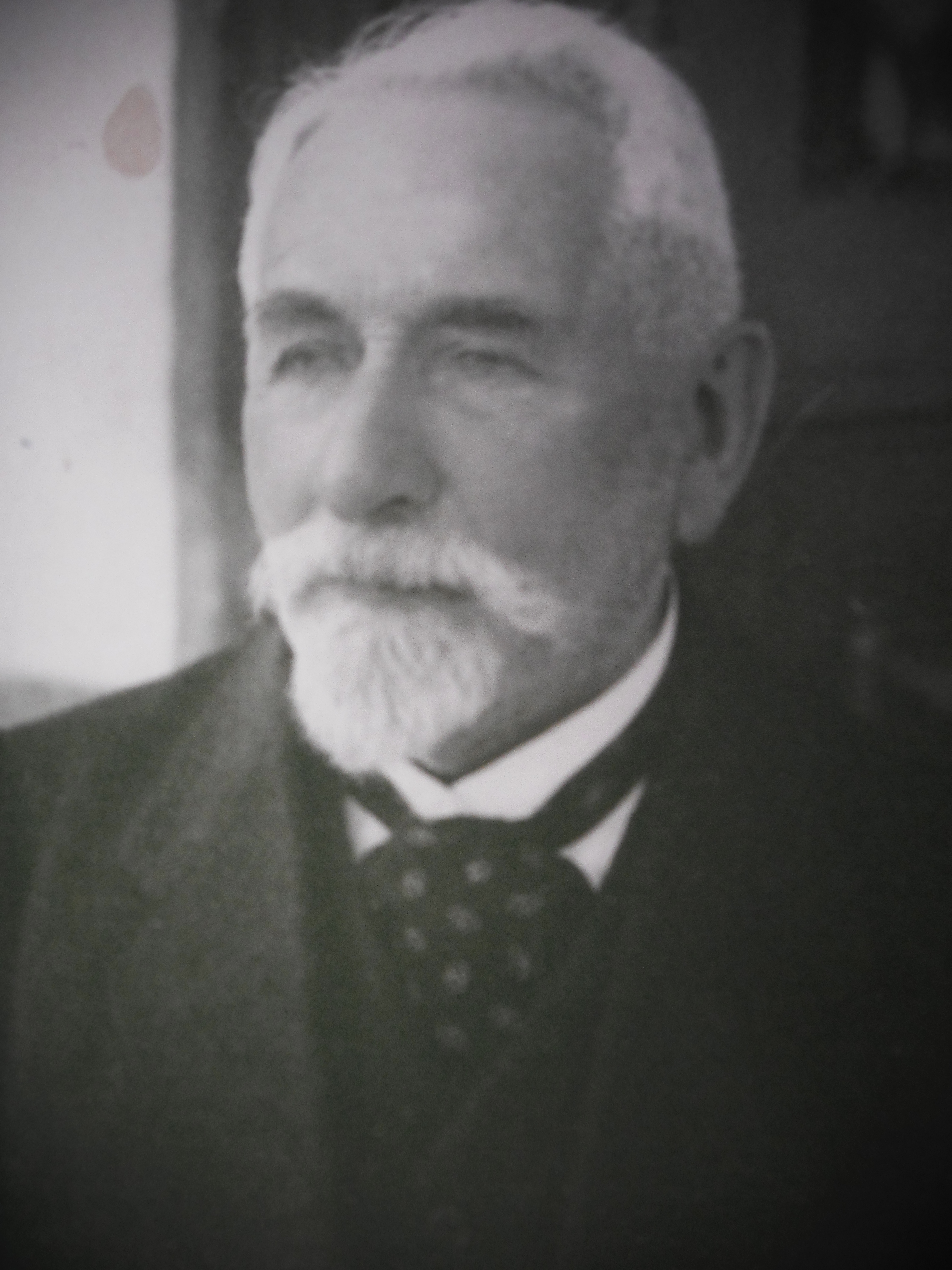
Firmengründer Laurenz Lamberts

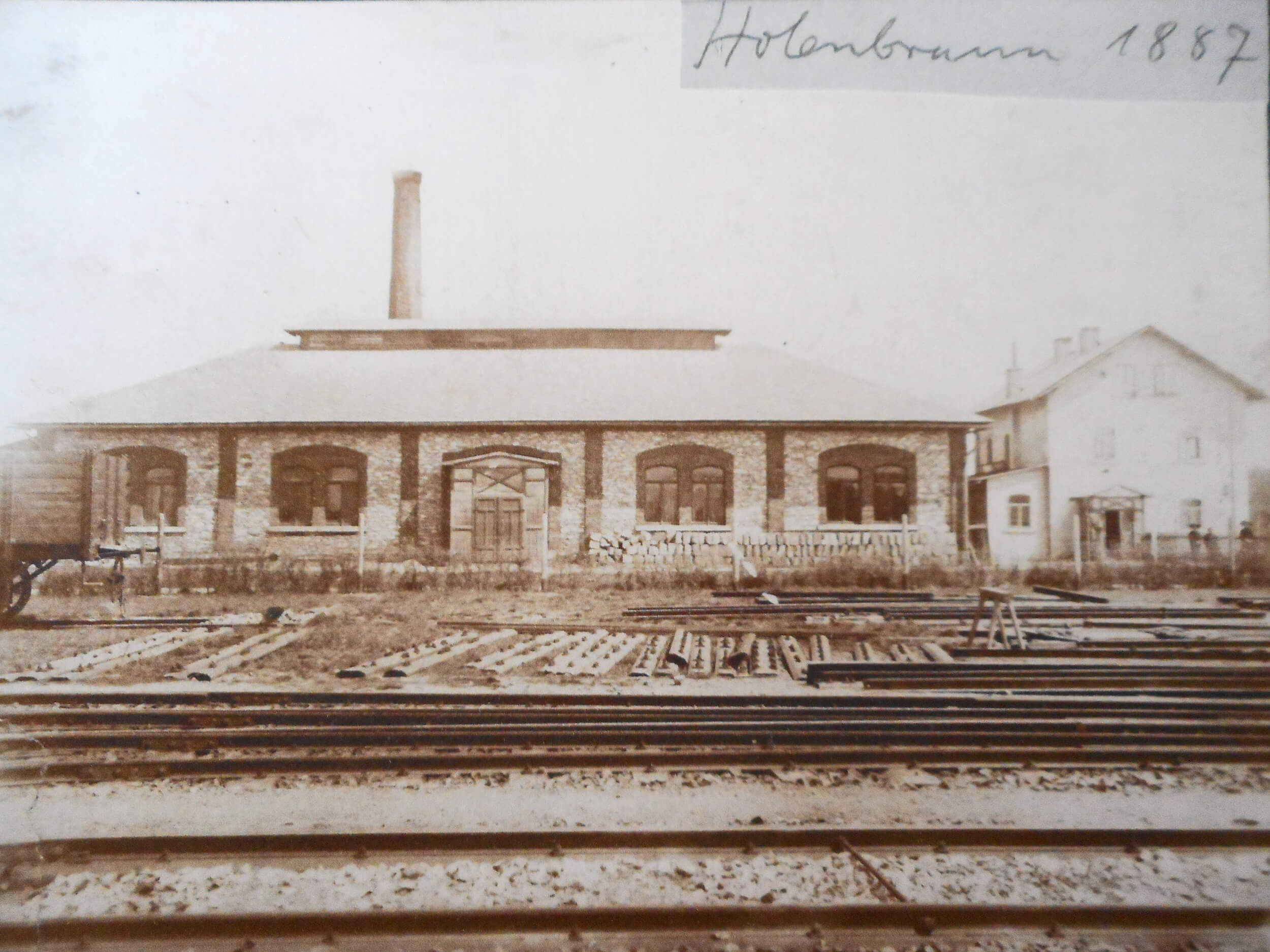
Die Glasfabrik im Jahr 1887

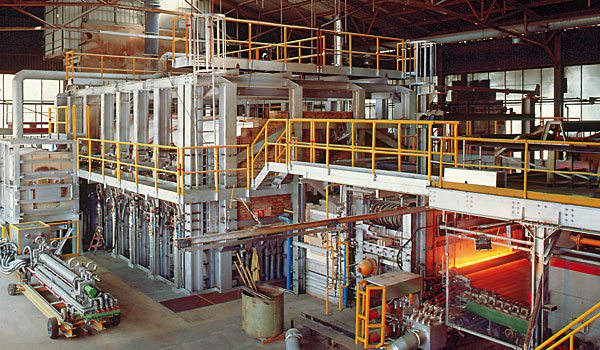
Produktionshalle der Glasfabrik heute

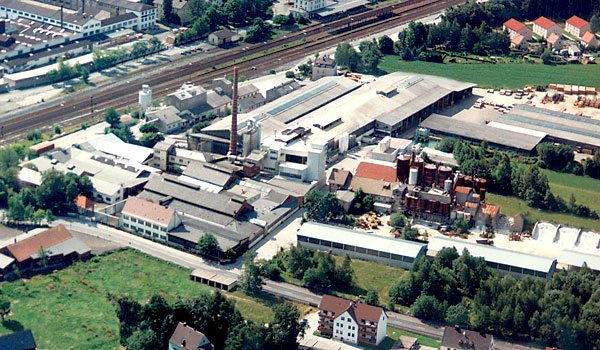
Luftaufnahme des Firmengeländes in Wunsiedel

## Geschichte
Am 23. Mai 1887 kaufte Laurenz Lamberts das Firmengelände, im selben Jahr folgte die Firmengründung. Die Wahl auf Wunsiedel fällte er dabei nicht willkürlich. Gründe für den Standort lagen zum einen an den regional vorhandenen Rohstoffen. Auch heute noch stammen die zur Produktion verwendeten Ressourcen direkt aus der Region. Der zweite wichtige Grund lag im Ausbau der Bahnstrecke Weiden–Oberkotzau und der Anbindung von Holenbrunn. Der Bahnhof war für das Unternehmen essentiell wichtig für den Transport der Glasprodukte.

## Produktion
Die Glasfabrik Lamberts produziert als einziger konzernungebundener Gussglasproduzent Profilglas, Ornamentglas, Drahtglas und antimonfreies Solarglas.
Seit 1996 und als nach wie vor einziger Architekturglashersteller werden alle Gläser mit Hilfe eines sauerstoff-befeuerten Glasschmelzofens gefertigt und als sogenanntes EcoGlass vertrieben. Im Produktionsprozesse wird bis zu 50 % Altglas verwendet und 100 % des Glasausschusses recycelt.
Das Unternehmen arbeitet stetig daran die CO2-Emissionen weiter zu senken. Seit 2011 werden die komplette Produktion und die Verwaltung vollständig mit Ökostrom aus bayerischen Laufwasserkraftwerken betrieben. Für alle Glasprodukte wird eine Produktumwelterklärung zur Verfügung gestellt.

## Projekte
Weltweit renommierte Architekturbüros planen mit Lamberts Glas. Insbesondere das Profilglas LINIT U-Glas wird in zahlreichen Architekturprojekten rund um den Globus eingesetzt, darunter Museen, Theater, Einkaufszentren, Krankenhäuser, Bürogebäude und Sportstadien, wie zum Beispiel:
- Pier 17, New York City, USA[11]
- Sainsbury Wellcome Center, London, England
- Nelson-Atkins Museum of Art, Kansas City, USA
- Institute of Contemporary Art, Boston, USA
- Fußballstadion FC Espanyol Barcelona, Spanien
- Shaw Center for the Arts, Baton Rouge, USA
- Arts Center La Coruña, Spanien
- Faculty of Fine Arts, Universität La Laguna, Teneriffa, Spanien
- Adidas Factory Outlet, Herzogenaurach, Deutschland
- Ian Thorpe Aquatic Centre, Sydney, Australien
- Seilbahn London Cable Car, London, England
- Ahn Jeung Geun Monument, Seoul, Südkorea
- Civic Center Parking, Santa Monica, USA

## Ehrungen
| Verband                                  | Preis                                                 | Projekt                                                                      |
| ---------------------------------------- | ----------------------------------------------------- | ---------------------------------------------------------------------------- |
| Glass Association of North America       | Design in Glass Awards 2007 (Division Tempered Glass) | Civic Center Parking, Santa Monica, Kalifornien, USA                         |
| Time Magazine                            | No.1 of the 10 Best Architectural Marvels of 2007     | Nelson-Atkins Museum of Art, Kansas City, Missouri, USA                      |
| Leading European Architects Forum        | LEAF New Built Award 2007                             | Nelson-Atkins Museum of Art, Kansas City, Missouri, USA                      |
| AIA – American Institute of Architects   | AIA Institute Honor Award for Architecture 2008       | Shaw Center for the Arts, Baton Rouge, Louisiana, USA                        |
| AIA – American Institute of Architects   | AIA Institute Honor Award for Architecture 2008       | Nelson-Atkins Museum of Art, Kansas City, Missouri, USA                      |
| Leading European Architects Forum        | LEAF Awards 2016 Overall Winner                       | Sainsbury Wellcome Centre for Neural Circuits and Behaviour, London, England |
| Leading European Architects Forum        | LEAF Public Building of the Year Award 2016           | Faculty of Fine Arts, Universität La Laguna, Teneriffa, Spanien              |
| Leading European Architects Forum        | LEAF Best Façade Design Engineering Award 2016        | Sainsbury Wellcome Centre for Neural Circuits and Behaviour, London, England |
| British Construction Industry Award      | Major Building Project of the Year (> £50m) 2016      | Sainsbury Wellcome Centre for Neural Circuits and Behaviour, London, England |
| Royal Institution of Chartered Surveyors | RICS Project of the Year Award 2017                   | Sainsbury Wellcome Centre for Neural Circuits and Behaviour, London, England |
| Royal Institution of Chartered Surveyors | RICS Design through Innovation Award 2017             | Sainsbury Wellcome Centre for Neural Circuits and Behaviour, London, England |